# Kostel svatého Michala Archanděla (Lančár)
Kostel svatého Michala Archanděla je římskokatolický kostel nad Lančárem, místní částí obce Kočín-Lančár v okrese Piešťany.
Tato opevněná renesanční stavba pochází ze 17. století, je postavena na místě staršího gotického kostela zmiňovaného roku 1332. V interiéru je hodnotné barokní zařízení a stropní malby. Z kostela je pěkný výhled na Trnavskou pahorkatinu.
Model kostela sv. Michala v měřítku 1:50 se nachází v Parku miniatur v obci Podolie.